# Петренко Павло Максимович
Павло Максимович Петренко (1918, село Новомиколаївка, нині село Воля Нікопольського району Дніпропетровської області — 1988) — радянський військовий політпрацівник, член Військової ради—начальник Політичного управління Південної групи військ, генерал-лейтенант. Депутат Верховної Ради УРСР 8-го скликання.

## Біографія
З 1938 року — в Червоній армії. Член ВКП(б) з 1939 року.
Учасник німецько-радянської війни з 1941 року. Служив військовим комісаром дивізіону 1221-го гаубичного артилерійського полку великої потужності Резерву Головного командування Західного фронту, старшим інструктором із організаційно-партійної роботи та старшим секретарем партійної комісії 117-ї гаубичної артилерійської бригади великої потужності Резерву Головного командування.
Після війни перебував на військово-політичній роботі.
Під час Карибської кризи 1962 року — член Військової ради—начальник Політичного управління Групи радянських військ на Кубі.
До 1972 року — член Військової ради—начальник Політичного управління Південної групи радянських військ (Угорщина).
У 1973—1975 роках — заступник командувача ракетних військ і артилерії Сухопутних військ із політичної частини.
Потім — у відставці.

## Звання
- старший політрук
- генерал-майор
- генерал-лейтенант (1969)

## Нагороди
- орден Червоного Прапора (1.10.1963)
- орден Червоної Зірки (22.09.1942)
- орден Вітчизняної війни 2-го ст. (5.02.1944)
- орден Вітчизняної війни 1-го ст. (6.04.1985)
- ордени
- медалі